# Crooked Creek (Alaska)
Pour les articles homonymes, voir Crooked Creek et CKD.
Crooked Creek est une census-designated place dans la région de recensement de Bethel, en Alaska.
Crooked Creek possède un aéroport (Crooked Creek Airport, code AITA : CKD).

## Démographie
| 1940 | 1950 | 1960 | 1970 | 1980 | 1990 |
| ---- | ---- | ---- | ---- | ---- | ---- |
| 48   | 43   | 92   | 59   | 108  | 106  |

| 2000 | 2010 | - | - | - | - |
| ---- | ---- | - | - | - | - |
| 137  | 105  | - | - | - | - |